# 工农乡 (辽源市)
工农乡，是中华人民共和国吉林省辽源市龙山区下辖的一个乡镇级行政单位。

## 行政区划
工农乡下辖以下地区：
永兴村、建新村、工农村、五一村、安国村、大良村、村后村、前进村、苇塘村和王家村。